# Groupe Mabrouk
Pour les articles homonymes, voir Mabrouk.
Le groupe Mabrouk (arabe : مجموعة المبروك) est un groupe familial tunisien principalement implanté dans les secteurs de l'agroalimentaire, de la grande distribution, de l'automobile et de la banque. Il est leader dans nombre de ces domaines en Tunisie.
Ali Mabrouk, avocat de formation, commence à diversifier ses activités à la fin des années 1940. Entrés dans le groupe respectivement en 1988, 1991 et 1997, ses trois fils, Mohamed Ali, Ismaïl et Marouane, poursuivent l'œuvre de leur père après sa mort en 1999, en intensifiant la diversification et le développement du groupe.

## Activités
Le groupe Mabrouk est l'un des plus grands du pays : il emploie directement quelque 25 000 salariés et réalise un chiffre d'affaires de trois milliards de dinars tunisiens à la fin 2015. Il se situe au deuxième rang des groupes privés familiaux par le montant du chiffre d'affaires en 2014.
Les quatre principaux pôles d'activité du groupe sont l'agroalimentaire (son activité historique), la banque, la grande distribution et l'automobile.

### Secteur agroalimentaire
Ali Mabrouk commence ses activités industrielles dans le négoce de l'huile puis l'agroalimentaire avec l'achat, au milieu des années 1940, d'une conserverie – la SIPCA – produisant à l'époque du thon et des sardines principalement destinés aux marchés français et japonais.
L'acquisition de la SIPCA marque le départ du développement du groupe avec une nouvelle étape majeure en 1958, lorsqu'Ali Mabrouk rachète la biscuiterie Brun, baptisée Société tunisienne de biscuiterie (Sotubi). En 1972, Ali Mabrouk décide de diversifier sa production avec la construction d'une usine de chocolat. La Société tunisienne de chocolaterie commence ses activités de production et de commercialisation quatre ans plus tard. À partir de 2002, la production est élargie à la confiserie, l'entreprise prenant alors un nouveau nom : Société tunisienne de chocolaterie et de confiserie.
La Sotubi conclut en 1997 un partenariat avec le leader mondial de la biscuiterie – le groupe Danone (racheté par la société Kraft en 2007 et rebaptisé Mondelez International en 2012). Ce partenariat se renforce notamment en Libye (avec une société commune dans laquelle le groupe Mabrouk est majoritaire à 51 %) et en Algérie, avec la création d'une joint-venture en 2005 (dont le groupe détient 49 % du capital) ; une usine est construite sur place, et opérationnelle à partir de 2007, pour toute la production destinée au marché local.
En 1998, toujours dans le secteur agroalimentaire, sous l'impulsion des fils d'Ali Mabrouk qui ont rejoint leur père à la direction du groupe et l'assument après la mort ce dernier en 1999, est créée la société Industries alimentaires de Tunisie, spécialisée dans la production de fromages et de dérivés de produits laitiers. Un contrat de licence est signé avec le leader mondial Lactalis, qui permet notamment le développement sous franchise de la marque Président sur le territoire tunisien, en sus de ses propres marques.
Activité historique du groupe, le pôle agroalimentaire regroupé sous la holding Saïda est dirigé par Ismaïl Mabrouk qui l'a développé et renforcé.

### Grande distribution
La diversification hors du secteur agroalimentaire débute en 1999 avec la grande distribution par le rachat de Monoprix. Le groupe Mabrouk détient ainsi 77 % de la marque (entreprise cotée à la Bourse de Tunis), avec un réseau de magasins qui emploie quelque 6 000 personnes. Le nombre de magasins Monoprix s'élargit avec l'acquisition des enseignes Touta et Le Passage en 2003. Le 17 juillet 2009, le groupe signe un accord de partenariat avec le groupe français Monoprix pour le développement de son enseigne en Tunisie, en s'adossant à la centrale d'achats française. En 2014, les magasins Mercure Market rejoignent également le groupe. Au total, l'enseigne compte 83 magasins sur le territoire tunisien en 2016.
En partenariat avec le groupe français Casino, le groupe exploite en franchise son premier hypermarché Géant, implanté à Tunis en 2005. Avec 12 000 m2 de surface de vente, Tunis City est le plus grand centre commercial de Tunisie. Incendié durant la révolution de 2011, il est entièrement reconstruit, les travaux débutant trois jours après les évènements et s'achevant le 12 janvier 2012. Un second centre est en projet à Tunis.
La branche grande distribution du groupe se diversifie à l'international et annonce, fin 2014, un plan de développement au Ghana, avec l'implantation d'une dizaine de supermarchés dans le pays. Les premières ouvertures sont programmées pour 2017 avec des unités de quelque 1 200 m2.

### Secteur automobile
Les années 2000 sont aussi celles de la diversification du groupe Mabrouk dans le secteur automobile avec l'acquisition, lors de sa privatisation en 2000 de la société Le Moteur, filiale de la Société tunisienne de banque, placée sous la holding IDM. Le Moteur est le distributeur exclusif des produits Mercedes-Benz, Mitsubishi et des marques du groupe Fiat en Tunisie.
Le groupe se porte aussi acquéreur de la Société tunisienne d'industrie automobile, spécialisée dans l'assemblage de véhicules industriels et d'autocars (pick-ups, camions Fiat et Iveco) en 2009.
En juin 2015, un accord de partenariat est conclu avec la firme indienne Tata Motors pour le montage et la commercialisation des produits de la firme indienne : trois modèles seront assemblés à Sousse et leur commercialisation sera assurée par Le Moteur.

### Secteur bancaire
La banque est un autre grand pôle d'activité du groupe Mabrouk avec l'acquisition, à partir de 2005, de titres de la Banque internationale arabe de Tunisie (BIAT), cotée à la Bourse de Tunis. Après la cession d'une partie de ses activités agroalimentaires à Mondelēz International en 2005, le groupe investit dans la BIAT en rachetant des titres à Morgan Stanley, au fonds Blakeney Management, à la Banque populaire et à différents actionnaires tunisiens, devenant ainsi l'actionnaire de référence de la BIAT en 2007, avec 40 % du capital, et dotant la banque d'un actionnariat stable, à l'abri d'une OPA, et très majoritairement tunisien. La BIAT, première banque de Tunisie en 2014, a plusieurs filiales spécialisées dans les activités bancaires, financières et d'assurance.
L'activité bancaire du groupe est placée sous la responsabilité d'Ismaïl Mabrouk, président de la BIAT. La BIAT a dégagé un produit net bancaire (PNB) de 533 millions de dinars à fin 2015. Le PNB consolidé du groupe BIAT atteint alors 580 millions de dinars.

### Autres
Le groupe Mabrouk opère aussi dans les domaines de l'immobilier et du tourisme. Dans les années 1960, Ali Mabrouk crée la Compagnie de promotion immobilière et touristique (Copit), qui réalise le plus grand projet immobilier de l'époque en matière résidentielle, à El Manar à Tunis. La Copit est en 2017 le premier gestionnaire de baux commerciaux en Tunisie, parmi lesquels ceux de Tunis City. Elle gère les appels d'offres du groupe pour la construction d'un nouveau centre commercial dans le Grand Tunis, baptisé Azur City.
Le groupe investit également dans le domaine de l'hôtellerie haut de gamme : sa première réalisation est le Méridien Jockey Club, réalisé par Ali Mabrouk en 1978, en franchise avec la chaîne Le Méridien. Un second partenariat est signé avec le groupe canadien Four Seasons en 2007, le groupe construisant un hôtel à Gammarth, dont la gestion doit être assurée par Four Seasons à son ouverture en 2017.
Le groupe est aussi présent dans le capital d'une cinquantaine de sociétés grâce à la société Maghreb Invest.
La Sotubi et Monoprix ont leur siège à Mégrine.

## Dirigeants
Le groupe Mabrouk est dirigé depuis 1999 par les trois fils d'Ali Mabrouk, :
- Mohamed Ali Mabrouk dirige le pôle grande distribution. Né à Tunis en 1965, diplômé de l'École nationale de la statistique et de l'administration économique, il rejoint le groupe familial en 1988.
- Ismaïl Mabrouk dirige les pôles agroalimentaire et bancaire. Né à Tunis en 1966, il est ingénieur, diplômé de l'École spéciale des travaux publics, du bâtiment et de l'industrie. Il est entré dans le groupe en 1991. Il est à l'origine du développement industriel du groupe et des activités bancaires.
- Marouane Mabrouk, né à Tunis en 1972, dirige le pôle automobile du groupe familial qu'il a rejoint en 1997 après un troisième cycle de droit à l'université de la Sorbonne. Il est par ailleurs partenaire du groupe français de télécommunications Orange. Marouane Mabrouk a été l'un des gendres du président Zine el-Abidine Ben Ali[30]. En 2023, il est écroué dans le cadre d'un enquête pour des soupçons de corruption financière dans la gestion d'une entreprise confisquée par l'État[31].

## Engagement sociétal
Les entreprises du groupe Mabrouk sont toutes impliquées dans des actions socialement responsables. Au niveau du groupe, ces actions se concrétisent notamment par le partenariat à la fois financier et opérationnel avec l'Institut Tunis-Dauphine, dont le groupe est l'un des fondateurs. Premier campus de la prestigieuse université française à l'international, elle a pour vocation de devenir un pôle régional d'excellence dans les sciences des organisations et de la décision.
Emblématique également de cet engagement sociétal, la création de l'une des premières fondations d'entreprise en Tunisie : la Fondation BIAT pour la jeunesse créée en 2014, à l'initiative d'Ismaïl Mabrouk qui la préside. Investie dans les domaines de l'éducation, de la culture et de l'entreprenariat, elle multiplie les initiatives depuis son lancement,,,.